# César De Cock

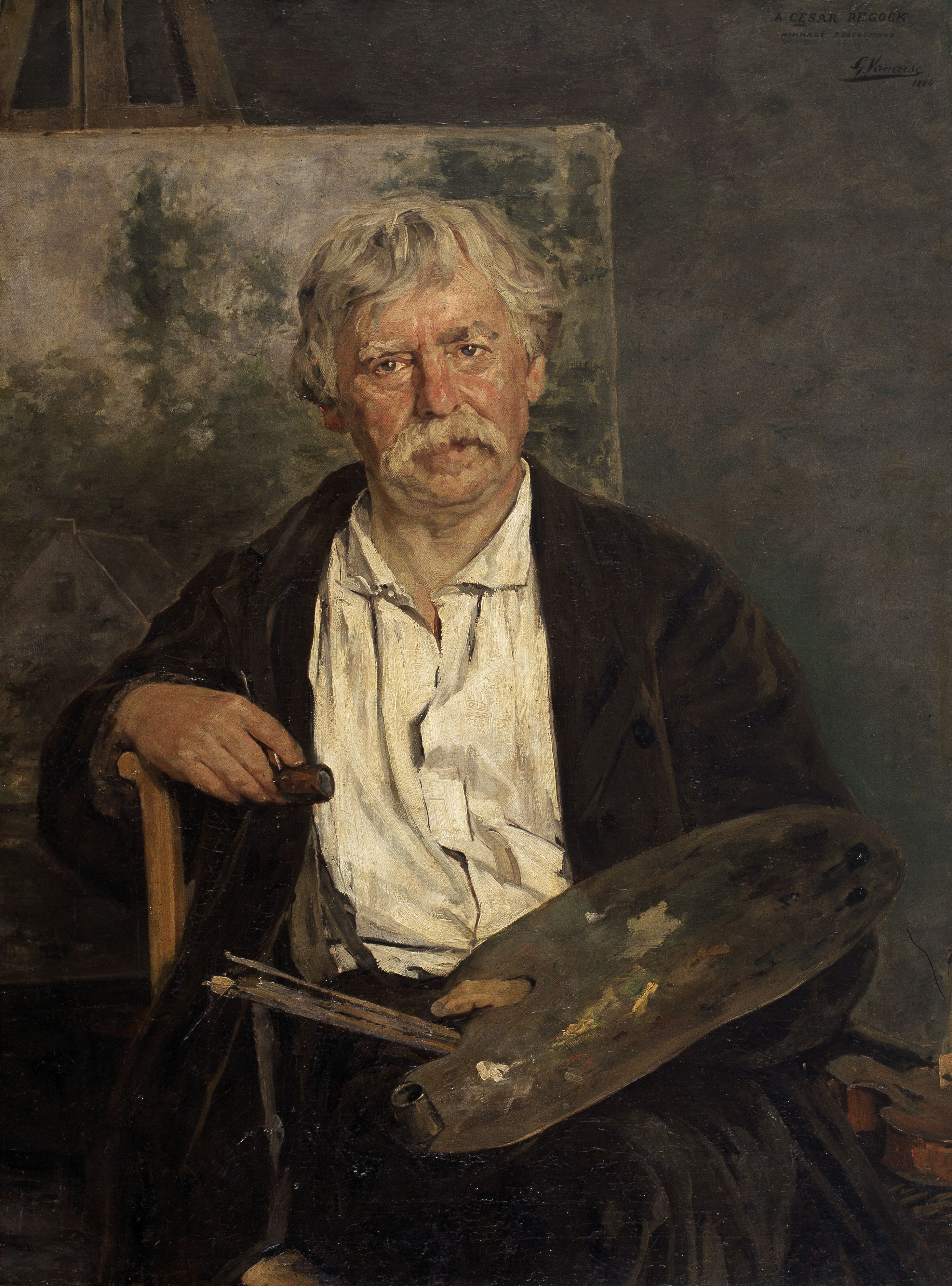
César De Cock por Gustave Vanaise

César De Cock (Gante, 1823-ibidem julio de 1904) fue un pintor y grabador belga, activo en Francia.

## Biografía

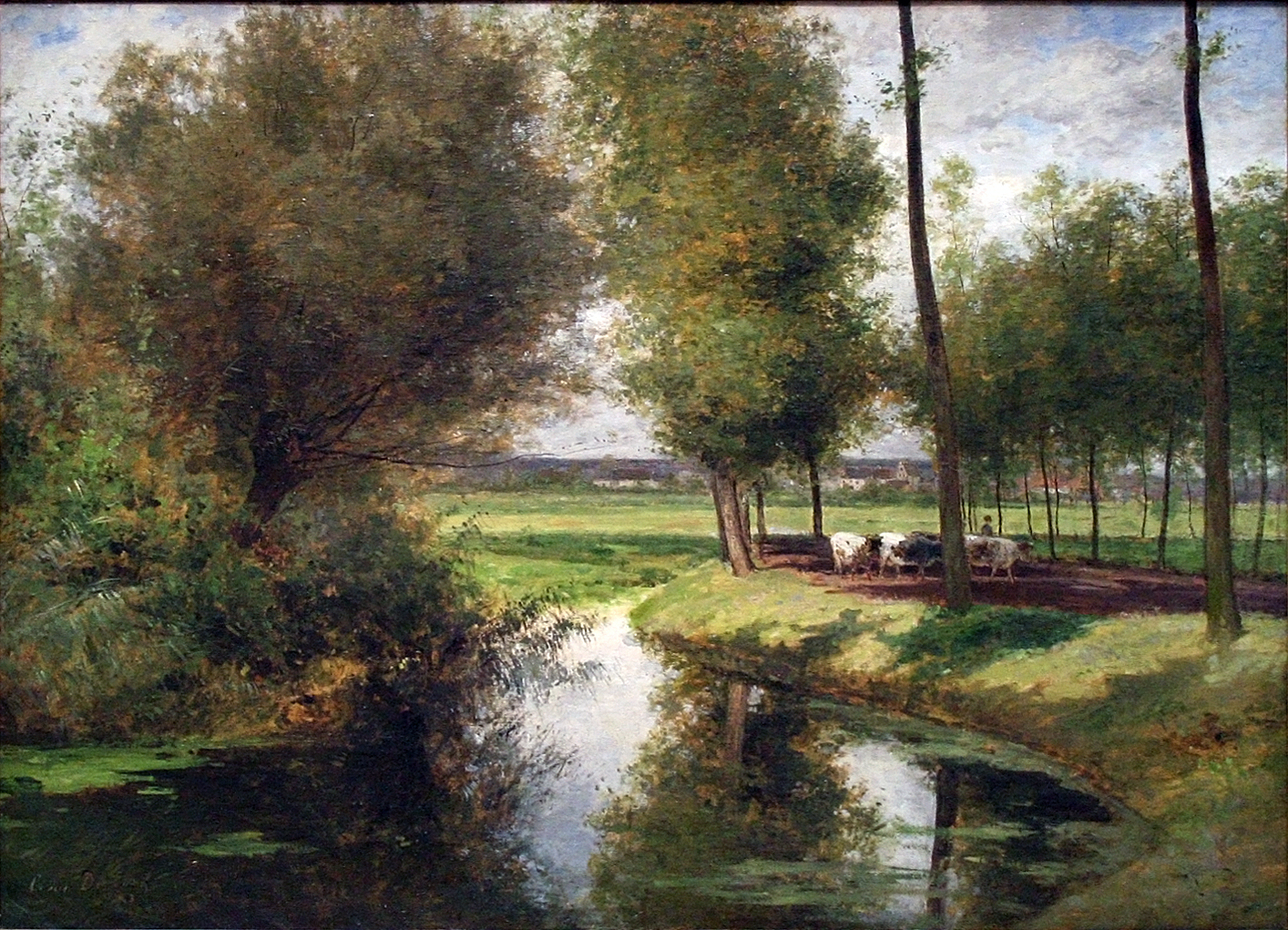
Paisaje del río Lys (1863), Museo de Bellas Artes de Gante.

Hijo de un sastre de Gante, hermano menor de Xavier De Cock, fue alumno de la Escuela de Bellas Artes de Gante, se dedicó primero y principalmente a la música y al canto, pero luego, aquejado de sordera, se dedicó exclusivamente a la pintura. Llamado a Francia por su hermano Xavier, se convirtió en alumno de Daubigny y Louis Français.
Pintor de escenas de género, bodegones, animales, paisajes y acuarelas, César De Cock entabló amistad con los principales miembros de la Escuela de Barbizon, Corot, Rousseau, Díaz y Troyon.
Pronto los De Cock, como gente sencilla, trabajadora, buenos compañeros, fueron admitidos en París tanto por los organizadores de las exposiciones oficiales como por los marchantes, como si fueran de origen francés. El crítico de arte Bourgeat señaló: 

César est à Corot ce que Xavier est à Daubigny

Edmond About también dirá que Daubigny y Corot deben verse en César y Xavier De Cock: 

non des copistes mais des compagnons de combat inspirés

Corot llamó a César 

son benjamin

Théophile Gautier dedicará — según su método de crítica versificada — uno de sus sonetos a La cressonnière, un cuadro de César De Cock que llamó mucho la atención en el Salón de 1886.

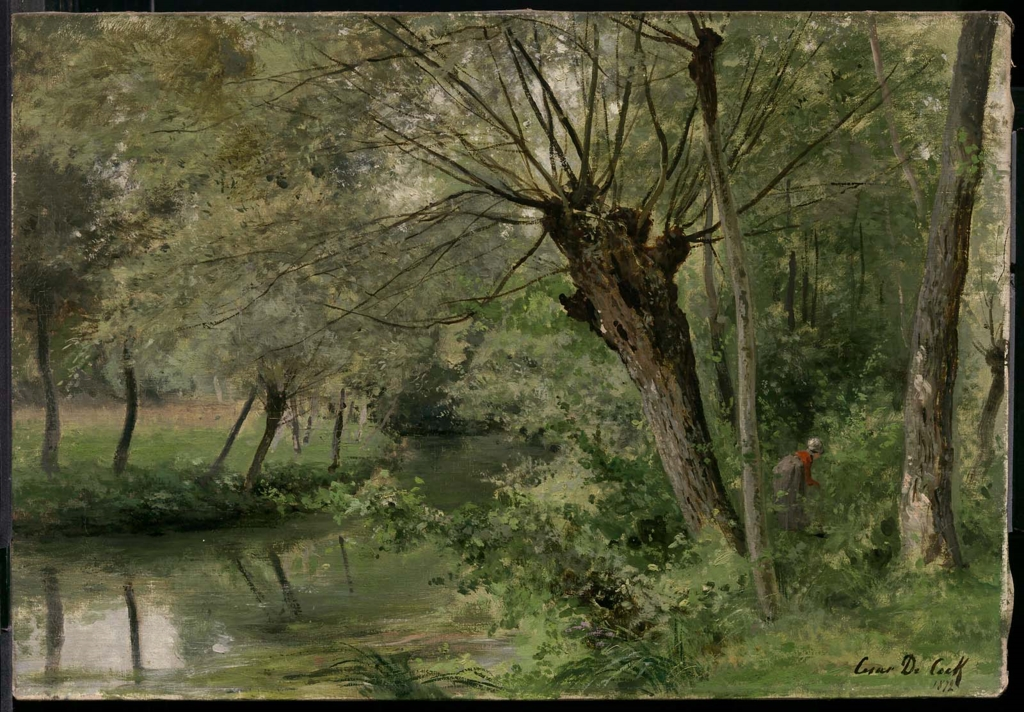
César De Cock - Stream through the Forest - Museum of Fine Arts Boston

César pasa por París donde permanece por un corto tiempo, luego viaja a Gasny en el Eure. Participa regularmente en los salones, especialmente en el de París, donde obtiene medallas en 1867 y 1869. Sus viajes lo llevaron a pintar en Barbizon a partir de 1860, en Veules-les-Roses, en los bosques de Meudon y luego en el país de Lys.
Durante la guerra de 1870, se refugió en Deurle, que abandonó tan pronto como terminó el conflicto. En 1880 se instala definitivamente en Gante, pero pinta con frecuencia en las orillas y en los alrededores del Lys.
En sus paisajes se aprecia la influencia de su maestro Charles-François Daubigny y Louis Français, pero también el gusto por los bosques con verdes matizados de Hobbema, acercándose al impresionismo.
En 1900, fue nombrado oficial de la Orden de Leopoldo.

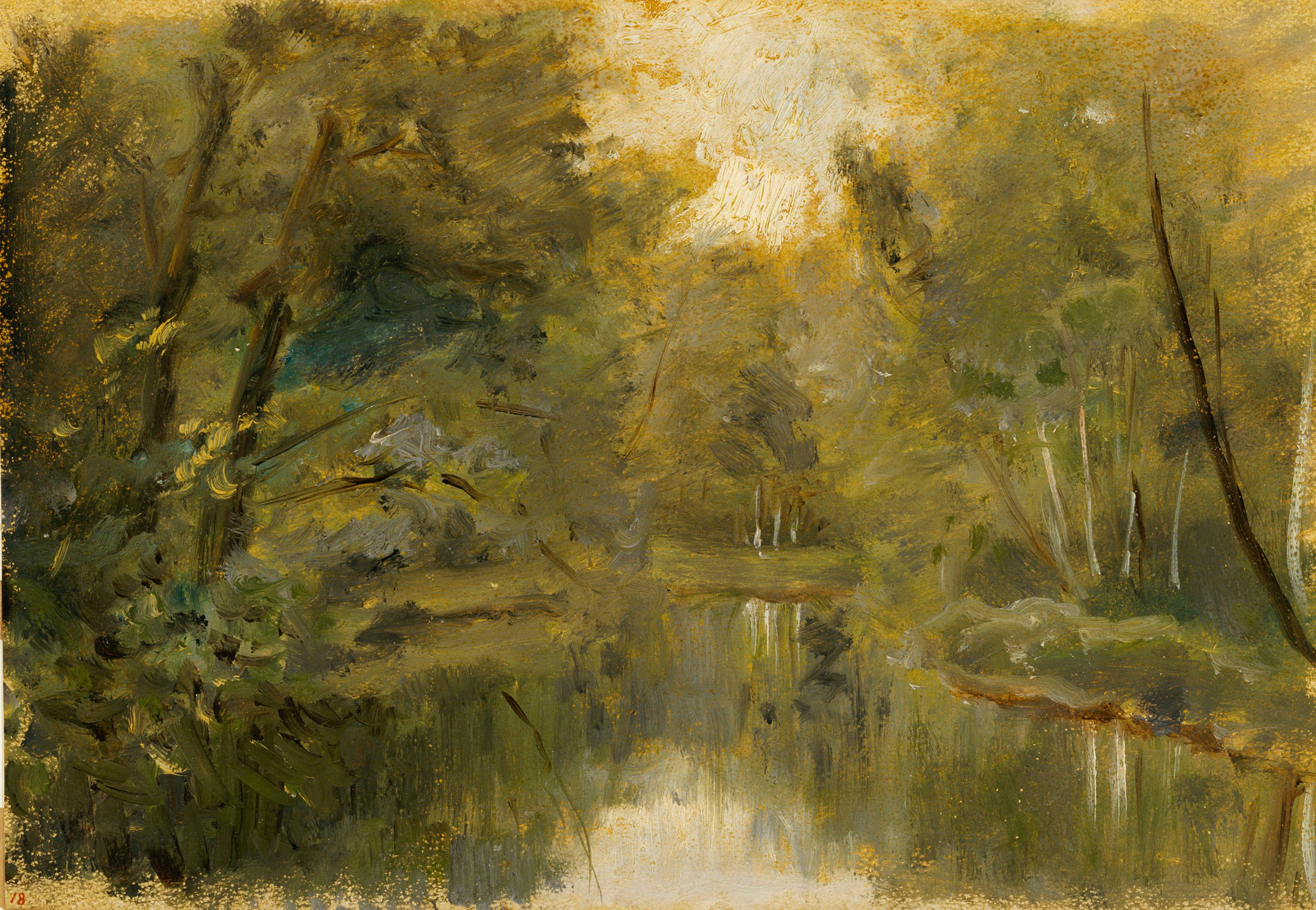
César De Cock - A Forest Pond - Finnish National Gallery

## Colecciones públicas
- Béziers : Le Ruisseau, Orillas de un río flamenco
- Grenoble : Los berros de Veules
- La Haya : "Un rio"
- El Havre : Orillas de un río flamenco
- Lille : Paisaje
- Limoges : Interior del bosque, paisaje otoñal
- París, Museo del Louvre : El Camino de la Garena
- Pau : Camino de maleza
- Museo de Bellas Artes de Reims : Pescadores
- Museo de Bellas Artes de Gante : El camino a Patijntje, Tarde en Normandía (estudio), Paisaje del río Lys (1863)
- Amberes: Vista del Bosque de Saint-Germain-en-Laye, las orillas del Epte
- Lieja  : Paisaje, interior del bosque
- Helsinki  : Mañana soleada en el bosque.
- Londres, Victoria and Albert Museum : Río en Gasny